# Гестон (округ, Північна Кароліна)
Шаблон:StateAbbr_ 35°18′ пн. ш. 81°11′ зх. д. / 35.3° пн. ш. 81.18° зх. д.
Округ  Гестон (англ. Gaston County) — округ (графство) у штаті  Північна Кароліна, США. Ідентифікатор округу 37071.

## Історія
Округ утворений 1846 року.

## Демографія
За даними перепису 
2000 року 
загальне населення округу становило 190365 осіб, зокрема міського населення було 148090, а сільського — 42275.
Серед мешканців округу чоловіків було 92094, а жінок — 98271. В окрузі було 73936 домогосподарств, 53327 родин, які мешкали в 78842 будинках.
Середній розмір родини становив 2,97.
Віковий розподіл населення поданий у таблиці:
| Стать    | До 15 років | 15-21 | 22-29 | 30-39 | 40-49 | 50-65 | 65-85 | Понад 85 |
| -------- | ----------- | ----- | ----- | ----- | ----- | ----- | ----- | -------- |
| Чоловіки | 20072       | 8225  | 10538 | 15000 | 14134 | 14871 | 8655  | 599      |
| Жінки    | 19420       | 7983  | 10637 | 14897 | 14589 | 16014 | 12867 | 1864     |

## Виноски
1. ↑  U.S. Decennial Census. United States Census Bureau. Архів оригіналу за 12 квітня 2013. Процитовано 17 січня 2015.
2. ↑  Historical Census Browser. University of Virginia Library. Архів оригіналу за 11 серпня 2012. Процитовано 17 січня 2015.
3. ↑  Forstall, Richard L., ред. (27 березня 1995). Population of Counties by Decennial Census: 1900 to 1990. United States Census Bureau. Архів оригіналу за 3 березня 2015. Процитовано 17 січня 2015.
4. ↑  Census 2000 PHC-T-4. Ranking Tables for Counties: 1990 and 2000 (PDF). United States Census Bureau. 2 квітня 2001. Архів оригіналу (PDF) за 18 грудня 2014. Процитовано 17 січня 2015.
5. ↑  State & County QuickFacts. United States Census Bureau. Архів оригіналу за 17 липня 2011. Процитовано 19 жовтня 2013.(англ.) Наведено за англійською вікіпедією.
6. ↑  American FactFinder. Бюро перепису населення США. Архів оригіналу за 26 лютого 2012. Процитовано 31 січня 2008.

| США | Це незавершена стаття з географії США. Ви можете допомогти проєкту, виправивши або дописавши її. |